# Finding Beauty in Negative Spaces
Finding Beauty in Negative Spaces è il quinto album della band post-grunge sudafricana Seether.
Dall'album sono stati estratti i singoli Fake It, Rise Above This, Breakdown e Careless Whisper, quest'ultima cover del singolo di George Michael.

## Tracce
1. Like Suicide – 4:14
2. Fake It – 3:13
3. Breakdown – 3:29
4. FMLYHM – 3:28
5. Fallen – 4:18
6. Rise Above This – 3:23
7. No Jesus Christ – 7:05
8. Six Gun Quota – 3:23
9. Walk Away from the Sun – 4:13
10. Eyes of the Devil – 5:00
11. Don't Believe – 4:34
12. Waste – 4:26
13. Careless Whisper – 5:01 – cover di Careless Whisper di George Michael
14. Careless Whisper (String Version) – 4:26
15. Quirk (iTunes pre-order exclusive) – 3:46

### B-Sides
1. Naked – 3:30
2. Left for Dead – 4:00
3. Untitled – 3:50

- Quirk è la versione demo di Fake It
- Le tracce 13 e 14 sono state aggiunte nella seconda pubblicazione dell'album

## Formazione
- Shaun Morgan - chitarra, voce
- John Humphrey - batteria
- Dale Stewart - basso, voce secondaria